# Torneo de Viña del Mar 2005
El Torneo de Viña del Mar es un torneo de tenis que se jugó en arcilla. Se disputó en la ciudad de Viña del Mar. Fue la 12° edición oficial del torneo. Se realizó entre el 31 de enero y el 6 de febrero.

## Campeones

### Individuales Masculino
Gastón Gaudio venció a  Fernando González por 6-3 y 6-4

### Dobles Masculino
David Ferrer /  Santiago Ventura vencieron a  Gastón Etlis /  Martín Rodríguez por 6-3 y 6-4